# Silvio d'Anza
Silvio d'Anza (Frankfurt, 29. rujna 1974.) je hrvatsko-njemački pjevač (tenor).
D'Anzijeva glazba se pripisuje pop-glazbi, pri čemu se u glazbi nalaze i elementi klasične glazbe.

## Životopis
Ante Tolić sin je hrvatske iseljeničke obitelji iz Imotskog.
U svojoj mladosti je igrao u raznim mladim nogometnim klubovima. Vrlo rano se odlučio za glazbu. Prva glazbena iskustva stekao je u crkvenom zboru. Studirao je pjevanje i glasovir na Frankfurtskom sveučilištu za glazbu i izvedbenu umjetnost gdje je diplomirao kao tenor opere.
Započeo je profesionalnu karijeru opernog pjevača s klasičnim paradnim ulogama u zemlji i inozemstvu kao lirski tenor. Također je počeo stvarati vlastite pjesme, a kasnije je prešao iz klasične glazbe u popularnu glazbu. Objavio je pet albuma u Hrvatskoj, Sloveniji, Srbiji, Švicarskoj, Austriji i Njemačkoj. Godine 2008. nastupio je u Njemačkoj na televizijskom programu Winterfest der Volksmusik u gradu Riesa, gdje je predstavio svoj album "Heute, morgen".

## Diskografija
- Music (2003; Croatia Records)
- The Gentlemen Songs (2005; Prime Records)
- Romances (2006-07; Madem Grüezi)
- Heute, morgen, für immer (2008; Sony Music / 105music)
- Baila, Baila – Singleauskopplung vom Album "Heute, morgen für immer" (2008; Sony Music / 105music)
- Tanze mit mir in den Morgen (2009; Sony Music / 105music)
- SILVIO D'ANZA (2012; Sony Music / Palm Records)
- DA CAPO(2013; BVL MUSIC / EDITION 88)
- Ewig Uns(2016; K-Tel)

## Vanjske poveznice
- Imoćanin Ante Tolić (Silvio d’Anza) oduševio 50.000 Nijemaca  Arhivirana inačica izvorne stranice od 19. lipnja 2018. (Wayback Machine), imotskenovine.hr
- Njemački Imoćanin Silvio d’Anza objavio novi album „Ewig uns  Arhivirana inačica izvorne stranice od 20. lipnja 2018. (Wayback Machine), crodnevnik.de